# Каткова (деревня)
Каткова — деревня в Шадринском районе Курганской области России. Входит в состав Тарасовского сельсовета.

## История
До 1917 года в составе Ольховской волости Шадринского уезда Пермской губернии. По данным на 1926 год состояла из 178 хозяйств. В административном отношении входила в состав Топорищевского сельсовета Ольховского района Шадринского округа Уральской области.

## Население
| 1989 | 2002 | 2010 |
| ---- | ---- | ---- |
| 105  | ↘71  | ↘47  |

По данным переписи 1926 года в деревне проживало 520 человек (205 мужчин и 315 женщин), в том числе: русские составляли 100 % населения.
Согласно результатам Всероссийской переписи населения 2002 года, в национальной структуре населения русские составляли 99 %.